# フニーヴァニ
フニーヴァニ（ウクライナ語: Гнівань）はウクライナのヴィーンヌィツャ州ティーウリウ地区にある都市。南ブーフ川の河岸に位置する。都市の高さは海抜245 mである。面積は14.75 km²。人口は12,191 人 (2022年1月1日)。
フニーヴァニは1629年に創建された。
市内ではフニーヴァニ駅がある。首都キエフまでの直線距離は216 kmであるが、鉄道で246 km、車道で277 kmとなっている。州庁所在地までの直線距離は18.6 km、鉄道で25 km、車道で20 kmとなっている。